# Hieronymus Truhn
Friedrich Hieronymus Truhn, född den 14 november 1811 i Elbing, död den 30 april 1886 i Berlin, var en tysk komponist och dirigent.

## Biografi
Hieronymus Truhn föddes 1811 i Elbing. Truhn var en tid kunglig musikdirektör i sin hemstad. Han bosatte sig 1858 i Hamburg. Truhn gjorde sig även känd som kritiker. Han var även sångkompositör.